# Kettcar (Tretauto)

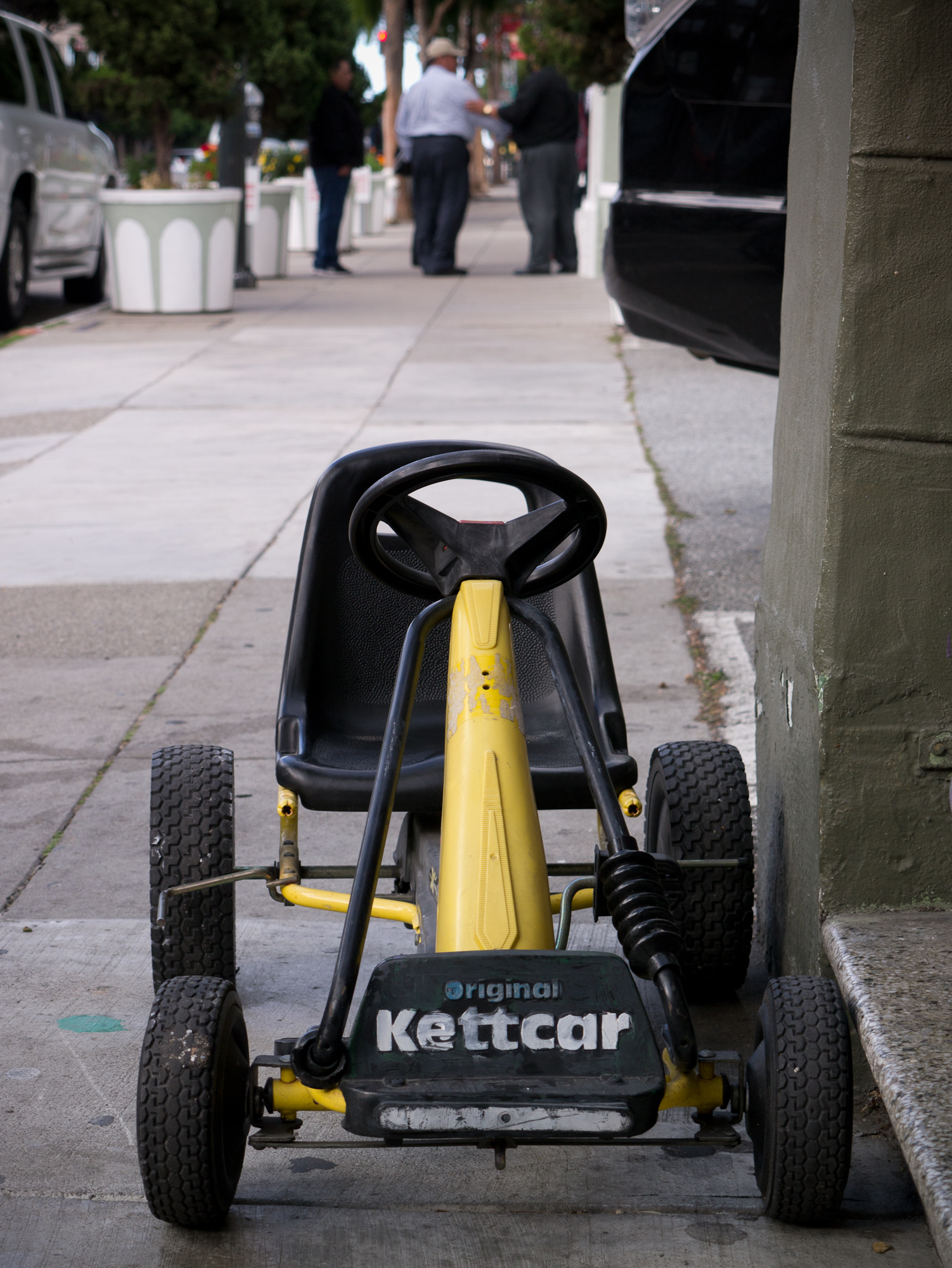
Ein Kettcar von vorne (2015).

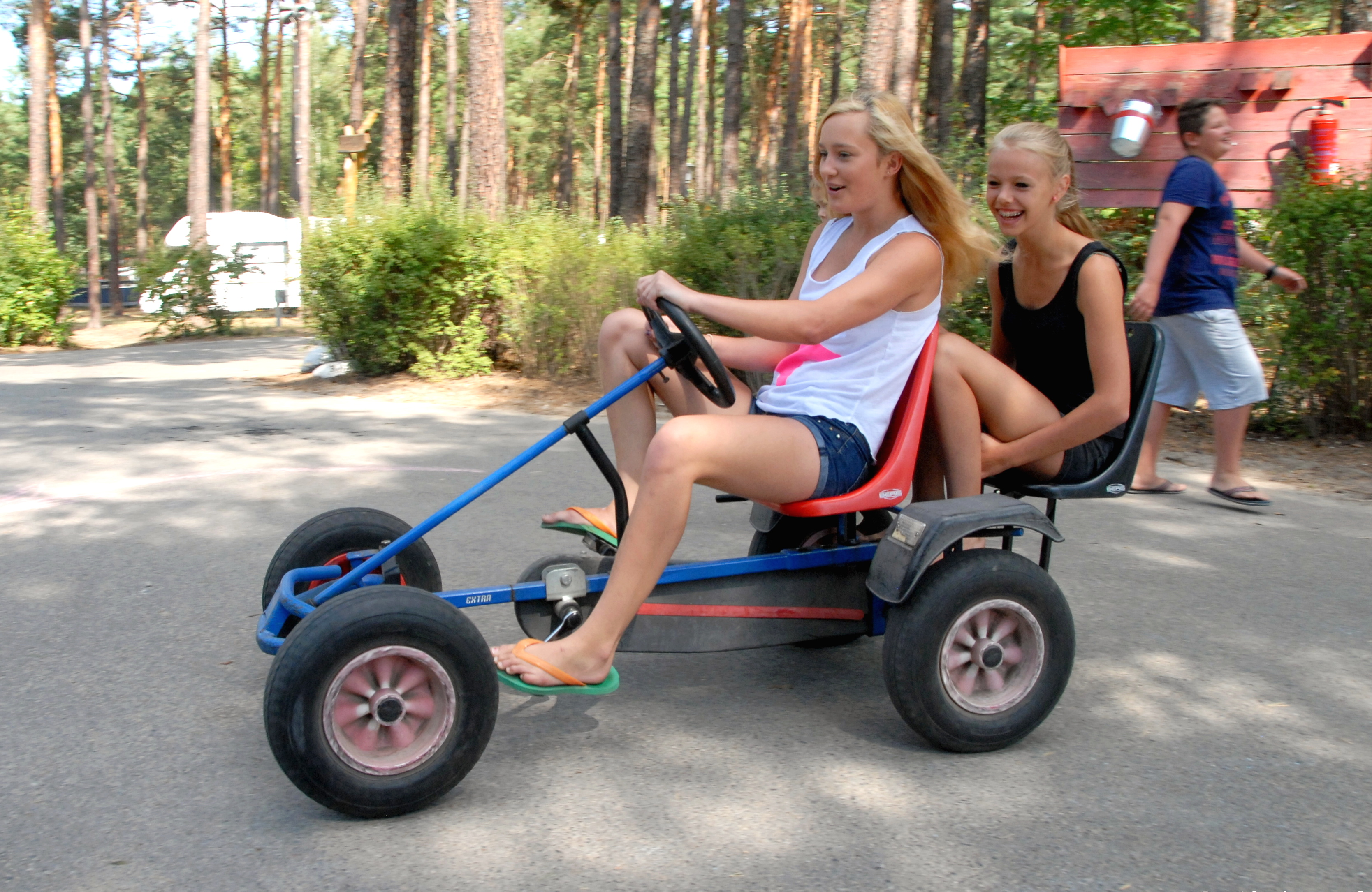
Ein Kettcar-ähnliches Fahrzeug einer Konkurrenzfirma, Seitenansicht.

Kettcar ist der Markenname eines Tretautos für Kinder. Das Wort ist eine eingetragene Marke der Heinz Kettler GmbH & Co. KG.
Ein Kettcar ist ein vierrädriges Fahrzeug, das für Kinder konzipiert wurde. Es basiert auf der Beliebtheit der antriebslosen Seifenkisten, wurde 1962 erstmals auf den Markt gebracht und seitdem nach Firmenangaben 15 Millionen Mal verkauft. Bei heutigen Fahrzeugen der Marke Kettcar erfolgt der Antrieb mittels Pedalen, die über eine Kette die Hinterachse antreiben. Der Antrieb entspricht somit dem Fahrradantrieb mit Freilaufnabe. Gebremst wird das Kettcar mit einer Hebel-Schleifbremse. Der durch den Fahrer bediente Bremshebel wirkt auf eine parallel zur Hinterachse montierte Metallstange. Kettcars sind über ein Lenkrad steuerbar.
Anfang November 2018 wurde bekannt, dass Kettler die Insolvenz droht. Am 11. Oktober 2019 beschloss der Gläubigerausschuss das endgültige „Aus“ der Firma Kettler, die rund 400 der 550 Mitarbeiter ab dem 16. Oktober 2019 entlassen wird. Die Produktion wurde Ende Januar 2020 eingestellt. Mit der 2020 gegründeten Kettler Trading GmbH wurde die Produktion des Kettcars wiederbelebt.

## Etymologie
„Kettcar“ ist eine Wortbildung aus der Anfangssilbe des Namens „Kettler“ und dem englischen Wort „car“ (= „Auto“).
„Kettcar“ hat sich zu einer der bekanntesten Marken für Tretautos für Kinder entwickelt. Duden online definiert das Kettcar als ein „mit Pedalen über eine Kette angetriebenes Kinderfahrzeug“. Der Begriff wurde 1974 in den Duden aufgenommen. Zur Wortherkunft wird dort neben der Ableitung vom Firmennamen in Verbindung mit dem englischen „car“ in Klammern auch die Assoziation mit dem Kettenantrieb angegeben.